# 1000-km-Rennen von Buenos Aires 1957

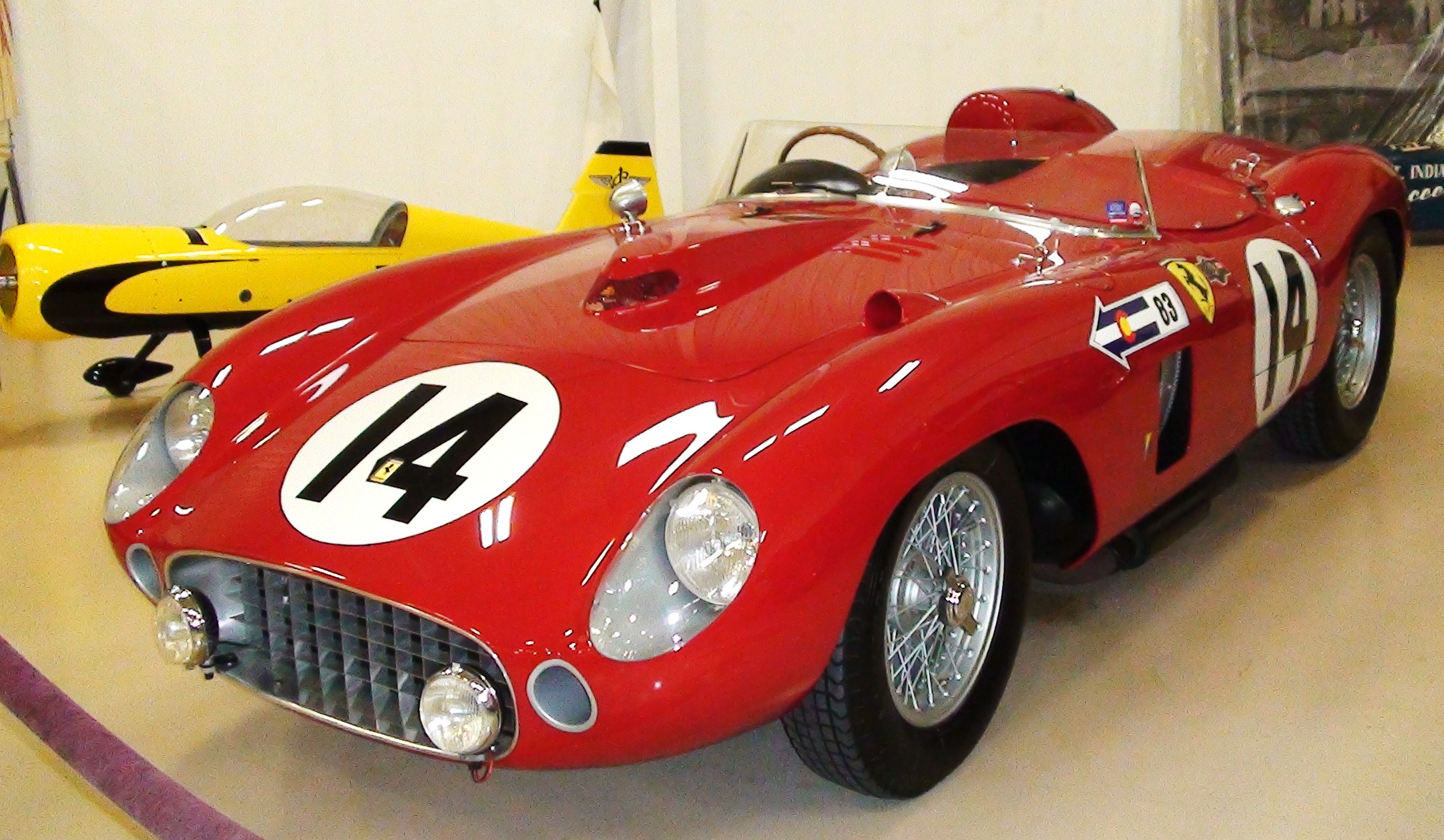
Ferrari 290MM

Das vierte 1000-km-Rennen von Buenos Aires, auch Buenos Aires 1000 Kilometres, Circuito de la Costanera Norte de al Ciudad Buenos Aires, fand am 20. Januar 1957 auf dem Circuito de la Costanera Norte statt und war der erste Wertungslauf der Sportwagen-Weltmeisterschaft dieses Jahres.

## Das Rennen
Das erste Rennen der Weltmeisterschaft fand auf einem Autobahnteilstück in der Nähe von Buenos Aires statt. Die Strecke, nicht unähnlich der AVUS bei Berlin, wurde von der Fahrern als wenig fordernd empfunden. Mit dem ersten Wertungslauf begann der die ganze Saison andauernde Zweikampf zwischen den Werksteams von Maserati und Ferrari. Im Training zeigten sich Maserati 450S den Werkswagen von Ferrari überlegen. So war es für das Publikum wenig verwunderlich, das Stirling Moss von Beginn des Rennens an dem restlichen Feld auf und davon fuhr. Knapp nachdem Juan Manuel Fangio das Auto von Moss übernommen hatte, fiel der Wagen nach einem Kupplungsschaden aus. Der Sieg ging an den privaten Ferrari 290MM von Masten Gregory, Eugenio Castellotti und Luigi Musso.

## Ergebnisse

### Schlussklassement
| 1               | S + 3.0 | 10 | Scuderia Temple Buell     | Masten Gregory Eugenio Castellotti Luigi Musso       | Ferrari 290 MM Spider Scaglietti | 98 |
| 2               | S 3.0   | 28 | Officine Alfieri Maserati | Jean Behra Carlos Menditéguy Stirling Moss           | Maserati 300S                    | 98 |
| 3               | S + 3.0 | 8  | Scuderia Ferrari          | Alfonso de Portago Peter Collins Eugenio Castellotti | Ferrari 290MM                    | 98 |
| 4               | S + 3.0 | 14 | Ecurie Ecosse             | Roberto Mieres Ninian Sanderson                      | Jaguar D-Type                    | 95 |
| 5               | S + 3.0 | 16 | Officine Alfieri Maserati | Roberto Bonomi Luigi Piotti                          | Maserati 350S                    | 91 |
| 6               | S 1.5   | 62 | Osca                      | Alejandro de Tomaso Isabelle Haskell                 | Osca S1500                       | 88 |
| 7               | S 2.0   | 52 | Madunina Venezuela        | Piero Drogo Julio Pola                               | Ferrari 500TR                    | 87 |
| 8               | S 1.5   | 68 | Jaroslav Juhan            | Jaroslav Juhan Anton von Döry                        | Porsche 550 RS Carrera           | 86 |
| 9               | S 3.0   | 36 | São Paulo Automobil Club  | Herminio Ferreira Filho Godofredo Vianna             | Ferrari 750 Monza                | 85 |
| 10              | S 3.0   | 50 | Orlando Terra             | Carlos Danvila Omar Terra                            | Mercedes-Benz 300 SL             | 78 |
| 11              | S 3.0   | 48 | Nestor Salerno            | Nestor Salerno Cesar Reyes                           | Ferrari 212 Inter                | 74 |
| 12              | S 1.5   | 70 | Curt Delfosse             | Curt Delfosse Ernesto Tornquist                      | Porsche 550 RS Carrera           | 74 |
| Ausgefallen     |         |    |                           |                                                      |                                  |    |
| 13              | S 3.0   | 38 | Scuderia Madunina Brasil  | Celso Lara Barberis Eugenio Martins                  | Ferrari 750 Monza                | 91 |
| 14              | S 2.0   | 56 | Scuderia Madunina Brasil  | Severino Silva Pinheiro Piris                        | Maserati A6GCS                   | 90 |
| 15              | S 1.5   | 64 | Venezuela Sports Group    | Sergio Vivaldi Lino Fayen                            | Osca TN1500                      | 71 |
| 16              | S + 3.0 | 2  | Officine Alfieri Maserati | Stirling Moss Juan Manuel Fangio                     | Maserati 450S                    | 57 |
| 17              | S + 3.0 | 4  | Scuderia Ferrari          | Eugenio Castellotti Wolfgang von Trips Luigi Musso   | Ferrari 290S                     | 55 |
| 18              | S + 3.0 | 18 | Argentina Racing          | Luis Milán Jorge Camano                              | Ferrari 375 Plus                 | 51 |
| 19              | S 1.5   | 66 | Scuderia Madunina Brasil  | Christian Heins Ciro Cayres                          | Porsche 550 RS                   | 45 |
| 20              | S 3.0   | 30 | Officine Alfieri Maserati | Harry Schell Joakim Bonnier                          | Maserati 300S                    | 25 |
| 21              | S 2.0   | 58 | Argentina Racing          | Enrique Arrieta Carlos Guimarey                      | Osca 2000S                       | 14 |
| 22              | S + 3.0 | 6  | Scuderia Ferrari          | Peter Collins Mike Hawthorn                          | Ferrari 290S                     | 2  |
| 23              | S 3.0   | 34 | Scuderia Madunina Brasil  | Oscar Cabalén Carlo Tomasi                           | Maserati 300S                    | 1  |
| 24              | S 2.0   | 54 | Argentina Racing          | Oscar Camaňo Miguel Jantus                           | Maserati A6G                     | 1  |
| Nicht gestartet |         |    |                           |                                                      |                                  |    |
| 25              | S + 3.0 | 12 | Ecurie Ecosse             | Ron Flockhart Roberto Mieres                         | Jaguar D-Type                    | 1  |
| 26              | S + 3.0 | 20 | Argentina Racing          | Carlos Najurieta César Rivero                        | Ferrari 375MM                    | 2  |
| 27              | S + 3.0 | 22 | Argentina Racing          | Clemar Bucci Oscar de Petris                         | Ferrari 375MM                    | 3  |
| 28              | S + 3.0 | 26 | Argentina Racing          | Carlos Bruno Angel Pinotti                           | Allard J2                        | 4  |
| 29              | S 3.0   | 32 | Officine Alfieri Maserati | Giorgio Scarlatti Juan Manuel Fangio                 | Maserati 150S 2.5                | 5  |
| 30              | S 3.0   | 40 |                           | Alvaro Piano Franco Bruno                            | Ferrari 625TF                    | 6  |

1 Unfall im Training
2 Unfall im Training
3 Unfall im Training
4 nicht gestartet
5 zurückgezogen
6 Unfall im Training

### Nur in der Meldeliste
Zu diesem Rennen sind keine weiteren Meldungen bekannt.

### Klassensieger
| Klasse  | Fahrer              | Fahrer              | Fahrer        | Fahrzeug                        | Platzierung im Gesamtklassement |
| ------- | ------------------- | ------------------- | ------------- | ------------------------------- | ------------------------------- |
| S + 3.0 | Masten Gregory      | Eugenio Castellotti | Luigi Musso   | Ferrari 290MM Spider Scaglietti | Gesamtsieg                      |
| S 3.0   | Jean Behra          | Carlos Menditéguy   | Stirling Moss | Maserati 300S                   | Rang 2                          |
| S 2.0   | Piero Drogo         | Julio Pola          |               | Ferrari 500TR                   | Rang 7                          |
| S 1.5   | Alejandro de Tomaso | Isabelle Haskell    |               | Osca S1500                      | Rang 6                          |

### Renndaten
- Gemeldet: 30
- Gestartet: 24
- Gewertet: 12
- Rennklassen: 4
- Zuschauer: 100000
- Wetter am Renntag: warm und trocken
- Streckenlänge: 10,219 km
- Fahrzeit des Siegerteams: 6:10:29.900 Stunden
- Gesamtrunden des Siegerteams: 98
- Gesamtdistanz des Siegerteams: 1001,462 km
- Siegerschnitt: 162,181 km/h
- Schnellste Trainingszeit: Juan Manuel Fangio – Maserati 450S (#2) – 3:36,100 = 170,238 km/h
- Schnellste Rennrunde: Stirling Moss – Maserati 450S (#2) – 3:36,000 = 170,317 km/h
- Rennserie: 1. Lauf zur Sportwagen-Weltmeisterschaft 1957